# السعودية في كأس العرب 1988
تعرضُ هذه المقالة مُشاركة المنتخب السّعُوديّ في كأس العرب 1988. البطولة استضافتها العاصمة الأردنية عَمّان خلال الفترة ما بين 8 و21 يوليو من عام 1988.
قرر الاتحاد العربي السعودي لكرة القدم عدم المشاركة في البطولة بالمنتخب الأساسي، حيث أرسل للبطولة المنتخب الرديف بسبب مشاركة المنتخب الأول في الكأس الذهبية الأسترالية بمناسبة مئوية الاستقلال الثانية.
خرج المنتخب السعودي من دور المجموعتين.

## النتائج

### المجموعة 1
| المنتخب  | لعب | فاز | تعادل | خسر | له | عليه | الفارق | النقاط |
| -------- | --- | --- | ----- | --- | -- | ---- | ------ | ------ |
| مصر      | 4   | 2   | 2     | 0   | 4  | 0    | +4     | 6      |
| العراق   | 4   | 1   | 3     | 0   | 3  | 1    | +2     | 5      |
| لبنان    | 4   | 1   | 2     | 1   | 2  | 4    | −2     | 4      |
| تونس     | 4   | 0   | 3     | 1   | 3  | 4    | −1     | 3      |
| السعودية | 4   | 0   | 2     | 2   | 1  | 4    | −3     | 2      |

| مصر | 0-0 | السعودية |
| --- | --- | -------- |
|     |     |          |

| السعودية         | 1-1 | تونس           |
| ---------------- | --- | -------------- |
| محمد الفرحان 80' |     | نبيل معلول 90' |

| لبنان          | 0-1 | السعودية |
| -------------- | --- | -------- |
| محمود حمود 81' |     |          |

| العراق             | 0-2 | السعودية |
| ------------------ | --- | -------- |
| أحمد راضي 13'، 35' |     |          |

## مَرَاجِع
1. ↑  Arab Cup 1988 Amman, Jordan (July 8-21) نسخة محفوظة 19 يناير 2017 على موقع واي باك مشين.

- التفاصيل على موقع الاتحاد الدولي لإحصائيات كرة القدم